# 제럴드 데이비드 래슬스
제럴드 데이비드 래슬스(Gerald David Lascelles, 1924년 8월 21일 ~ 1998년 2월 27일)는 제6대 헤어우드 백작 헨리 래슬스와 국왕 조지 5세와 테크의 메리의 고명딸 헤어우드 백작부인 프린세스 로열 메리의 차남이었다. 그는 엘리자베스 2세의 고종사촌 오빠였다. 그는 아너러블 제럴드 래슬스로 불렸다.